# 禧瑪諾車隊
禧瑪諾車隊（Shimano Racing Team）是一隊總部設於日本的亞洲洲際單車隊。

## 車手名單

### 2021年
|      | 車手     | 出生日期       |
| ---- | -------- | -------------- |
| 日本 | 一丸尚伍 | 1992年1月4日   |
| 日本 | 風間翔真 | 1996年5月22日  |
| 日本 | 木村圭佑 | 1991年12月15日 |
| 日本 | 湊諒     | 1992年4月12日  |
| 日本 | 中井唯晶 | 1996年12月12日 |

|      | 車手     | 出生日期       |
| ---- | -------- | -------------- |
| 日本 | 中田拓也 | 1996年6月3日   |
| 日本 | 尾形尚彥 | 1998年12月5日  |
| 日本 | 重滿丈   | 1998年5月30日  |
| 日本 | 床井亮太 | 1998年12月11日 |
| 日本 | 橫山航太 | 1995年8月20日  |

### 2020年
|      | 車手     | 出生日期               |
| ---- | -------- | ---------------------- |
| 日本 | 一丸尚伍 | 1992年1月4日（28歲）   |
| 日本 | 風間翔真 | 1996年5月22日（24歲）  |
| 日本 | 木村圭佑 | 1991年12月15日（29歲） |
| 日本 | 黑枝咲哉 | 1995年9月28日（25歲）  |
| 日本 | 湊諒     | 1992年4月12日（28歲）  |

|      | 車手     | 出生日期               |
| ---- | -------- | ---------------------- |
| 日本 | 中井唯晶 | 1996年12月12日（24歲） |
| 日本 | 中田拓也 | 1996年6月3日（24歲）   |
| 日本 | 小野寬斗 | 1998年5月18日（22歲）  |
| 日本 | 床井亮太 | 1998年12月11日（22歲） |
| 日本 | 橫山航太 | 1995年8月20日（25歲）  |

### 2019年
|      | 車手       | 出生日期               |
| ---- | ---------- | ---------------------- |
| 日本 | 一丸尚伍   | 1992年1月4日（27歲）   |
| 日本 | 入部正太朗 | 1989年8月1日（30歲）   |
| 日本 | 木村圭佑   | 1991年12月15日（28歲） |
| 日本 | 小山貴大   | 1996年11月28日（23歲） |
| 日本 | 黑枝咲哉   | 1995年9月28日（24歲）  |

|      | 車手     | 出生日期               |
| ---- | -------- | ---------------------- |
| 日本 | 湊諒     | 1992年4月12日（27歲）  |
| 日本 | 中井唯晶 | 1996年12月12日（23歲） |
| 日本 | 中田拓也 | 1996年6月3日（23歲）   |
| 日本 | 橫山航太 | 1995年8月20日（24歲）  |

### 2018年
|      | 車手       | 出生日期               |
| ---- | ---------- | ---------------------- |
| 日本 | 秋田拓磨   | 1994年1月1日（24歲）   |
| 日本 | 入部正太朗 | 1989年8月1日（29歲）   |
| 日本 | 木村圭佑   | 1991年12月15日（27歲） |
| 日本 | 小山貴大   | 1996年11月28日（22歲） |
| 日本 | 黑枝咲哉   | 1995年9月28日（23歲）  |

|      | 車手     | 出生日期              |
| ---- | -------- | --------------------- |
| 日本 | 湊諒     | 1992年4月12日（26歲） |
| 日本 | 水谷翔   | 1997年2月2日（21歲）  |
| 日本 | 中田拓也 | 1996年6月3日（22歲）  |
| 日本 | 橫山航太 | 1995年8月20日（23歲） |

### 2017年
|      | 車手       | 出生日期               |
| ---- | ---------- | ---------------------- |
| 日本 | 秋丸湧哉   | 1991年6月1日（26歲）   |
| 日本 | 秋田拓磨   | 1994年1月1日（23歲）   |
| 日本 | 入部正太朗 | 1989年8月1日（28歲）   |
| 日本 | 木村圭佑   | 1991年12月15日（26歲） |
| 日本 | 小山貴大   | 1996年11月28日（21歲） |

|      | 車手     | 出生日期               |
| ---- | -------- | ---------------------- |
| 日本 | 湊諒     | 1992年4月12日（25歲）  |
| 日本 | 水谷翔   | 1997年2月2日（20歲）   |
| 日本 | 西村大輝 | 1994年10月20日（23歲） |
| 日本 | 橫山航太 | 1995年8月20日（22歲）  |

### 2016年
|      | 車手       | 出生日期               |
| ---- | ---------- | ---------------------- |
| 日本 | 秋丸湧哉   | 1991年6月1日（25歲）   |
| 日本 | 秋田拓磨   | 1994年1月1日（22歲）   |
| 日本 | 入部正太朗 | 1989年8月1日（27歲）   |
| 日本 | 木村圭佑   | 1991年12月15日（25歲） |
| 日本 | 小橋勇利   | 1994年9月28日（22歲）  |

|      | 車手     | 出生日期               |
| ---- | -------- | ---------------------- |
| 日本 | 小山貴大 | 1996年11月28日（20歲） |
| 日本 | 湊諒     | 1992年4月12日（24歲）  |
| 日本 | 水谷翔   | 1997年2月2日（19歲）   |
| 日本 | 西村大輝 | 1994年10月20日（22歲） |
| 日本 | 橫山航太 | 1995年8月20日（21歲）  |

### 2015年
|      | 車手       | 出生日期               |
| ---- | ---------- | ---------------------- |
| 日本 | 秋丸湧哉   | 1991年6月1日（24歲）   |
| 日本 | 入部正太朗 | 1989年8月1日（26歲）   |
| 日本 | 井筒真人   | 1981年5月21日（34歲）  |
| 日本 | 木村圭佑   | 1991年12月15日（24歲） |
| 日本 | 小山貴大   | 1996年11月28日（19歲） |

|        | 車手     | 出生日期               |
| ------ | -------- | ---------------------- |
| 新加坡 | 刘德伦   | 1988年7月14日（27歲）  |
| 日本   | 水谷翔   | 1997年2月2日（18歲）   |
| 日本   | 西村大輝 | 1994年10月20日（21歲） |
| 日本   | 橫山航太 | 1995年8月20日（20歲）  |

## 主要勝出賽事
2009年
 國際自由車環台公路大賽第4站（鈴木真理）
 環北海道單車賽第6站（鈴木真理）
2010年
 環日本單車賽第4站（鈴木真理）
2011年
 環北海道單車賽第1站（吉田隼人）
 臺灣盃國際公路邀請賽 （青柳憲輝）
 環沖繩單車賽第2站（畑中勇介）
2013年
 國際自由車環台公路大賽第7站（吉田隼人）
2017年
 環熊野單車賽第1站（入部正太朗）
2018年
 環泰國單車賽第2站（入部正太朗）
 環熊野單車賽第2站（入部正太朗）

## 全國錦標賽冠軍
2014年
 日本全國越野公路錦標賽U23組（橫山航太）
2019年
 日本全國公路錦標賽個人計時賽（入部正太朗）

## 外部連結
- 禧瑪諾車隊 (procyclingstats.com) （页面存档备份，存于）